# Evasione dal carcere di Acri

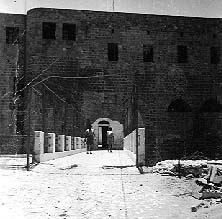
Carcere di Acri.

L'evasione dal carcere di Acri fu il risultato di un'operazione pianificata e intrapresa dall'Irgun il 4 Maggio 1947, nel Mandato britannico della Palestina, durante la quale uomini armati del gruppo paramilitare sionista sfondarono le mura della prigione centrale di Acri con l'obbiettivo di liberare quarantuno detenuti: trenta membri dell'Irgun e undici della Lehi.
Nella confusione che ne seguì, 214 criminali comuni arabi detenuti nella stessa prigione riuscirono a dileguarsi.

## Storia
Al tempo del mandato britannico la cittadella della città vecchia di Acri veniva sfruttata come carcere. In totale, la struttura ospitava 700 prigionieri arabi e 90 prigionieri ebrei; questi ultimi erano in gran parte affiliati ai gruppi clandestini ebraici Haganah Lehi e Irgun catturati dagli inglesi. Uno di quei prigionieri era Eitan Livni (padre di Tzipi Livni): l'ufficiale che sovrintendeva le operazioni dell'Irgun.
Il 19 Aprile 1947 quattro membri dell'Irgun, Dov Gruner, Yehiel Dresner, Mordechai Alkahi ed Eliezer Kashani, che erano stati catturati dalla 6ª Divisione Aviotrasportata britannica, furono messi a morte per impiccagione nella prigione di Acri; evento che agli occhi dei membri dell'Irgun li trasformò automaticamente nei primi "martiri" dopo il secondo conflitto mondiale. Al processo che si concluse con la sua condanna a morte, Dov Gruner aveva dichiarato che l'esercito e l'amministrazione britannici erano "organizzazioni criminali".
I restanti prigionieri della Lehi e dell'Irgun presero in considerazione l'ipotesi di una fuga, ma si resero conto che sarebbe stata impossibile senza un'assistenza esterna. Riuscirono tuttavia a delineare e far pervenire al quartier generale dell'Irgun un piano dettagliato per la loro evasione. La pianificazione fu notevolmente agevolata da Peres Etkes, un americano di origini ebraiche russe che lavorava per le autorità del mandato come ingegnere e che aveva diretto i lavori di conversione della cittadella in prigione. Secondo suo nipote, Etkes fornì all'Irgun una mappa dettagliata dell'intero edificio.
Il direttivo dell'Irgun approvò il piano e Dov Cohen, il cui nome di battaglia era "Shimshon" ed era un ex membro dello Special Interrogation Group britannico, venne scelto per dirigere l'intera operazione.

## Operazione

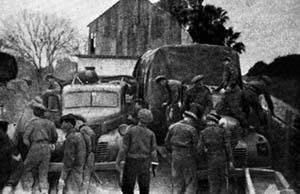
Uomini dell'Irgun travestiti da soldati britannici.

L'evasione era originariamente prevista per Aprile, ma alla fine fu riprogrammata per Domenica 4 Maggio 1947, alle 16:00, giorno in cui l'Assemblea generale delle Nazioni Unite si sarebbe riunita per discutere la questione palestinese. L'Alto Comando dell'Irgun compilò una lista di quarantuno nominativi di prigionieri destinati alla fuga, trenta appartenenti all'Irgun e undici alla Lehi, poiché questo era il numero di "alloggi sicuri" che erano riusciti a trovare per ospitarli. I membri dell'Alto Comando e Eitan Livni, un membro dell'Irgun imprigionato, pianificarono dettagliatamente l'evasione e le vie di fuga.
I preparativi logistici si rivelarono fin da subito complicati: l'Irgun dovette acquistare un camion, una jeep, due pickup militari e veicoli civili da camuffare affinché sembrassero veicoli dell'Esercito Britannico. Riuscirono a procurarsi anche uniformi da soldati e ufficiali britannici, e uno stock di abiti civili per aiutare i fuggitivi a confondersi con la popolazione dopo la fuga. Le puntigliose e ripetute ricognizioni in loco effettuate da uomini dell'Irgun avevano permesso di scovare un punto debole nella cittadella: il muro meridionale, eretto proprio sopra un bagno turco. L'Irgun riuscì a introdurre clandestinamente del tritolo nella prigione, con cui i detenuti cominciarono da subito a fabbricare bombe a mano.

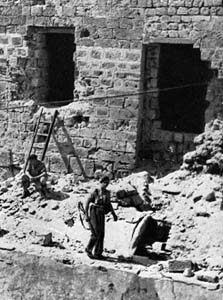
Il muro del carcere dopo l'evasione, con i fori causati dalle esplosioni.

Domenica 4 Maggio 1947 i combattenti dell'Irgun arrivarono ad Acri distribuiti in un convoglio composto da un camion militare, due camion dipinti con colori mimetici, due furgoni civili e una jeep di comando in testa. Venti combattenti erano vestiti con le uniformi dei Royal Engineers e tre come normali cittadini arabi. Il comandante dell'operazione, Dov Cohen, che era a bordo della jeep di comando, era vestito da Capitano, decorato, dei Royal Engineers. Il camion si arrestò al cancello del carcere, mentre i due furgoni si sistemarono in un mercato poco distante.
Alle 14 circa un reparto del genio militare dell'Irgun, al comando di Dov Salomon e Yehuda Afiryon, entrò in azione: gli uomini, travestiti da tecnici telefonici dei Royal Engineers, si diressero al vicino bagno turco portando tritolo, corde e altre attrezzature necessarie per l'incursione. Piazzarono le cariche esplosive nei punti predisposti e ridiscesero in strada.
Mentre le altre unità dell'Irgun si mettevano in posizione, i prigionieri mettevano in atto la loro parte del piano all'interno del carcere. Alle 15:00, le porte delle celle vennero aperte come sempre per l'esercizio pomeridiano concesso ai prigionieri. I prigionieri che non erano stati scelti per la fuga scesero comunque nel cortile per intervenire in caso di bisogno, mentre i fuggitivi designati restarono nelle loro celle. Contestualmente, le squadre di blocco dell'Irgun collocarono delle mine lungo le strade vicine per ostacolare gli inseguitori, e il gruppo di uomini travestiti da arabi, il cui compito era creare un diversivo, andò a occupare la propria posizione nelle vicinanze di un campo militare britannico, con un mortaio.
Alle 16:22, le cariche furono fatte esplodere, aprendo due voragini in una delle mura del carcere. Dopo aver sentito l'esplosione, la squadra di "arabi" sparò colpi di mortaio in direzione del campo militare, per poi ritirarsi. Nel frattempo, all'interno del carcere, il primo gruppo dei fuggitivi abbandonò rapidamente le celle per dirigersi verso la breccia nel muro, facendosi faticosamente strada fra una folla di prigionieri arabi che in seguito agli scoppi fuggivano dalle loro celle in preda al panico. Usando le bombe che si erano fabbricati in carcere, i fuggitivi fecero saltare due cancelli di ferro che ostruivano la loro strada verso la stanza dove si trovava il buco nel muro della prigione.
Il secondo gruppo di fuggitivi eresse una barricata di materiali infiammabili che incendiò per ostruire la via o comunque rallentare gli agenti che li avrebbero inseguiti. La cortina fumogena e il violento incendio che ne derivarono non fecero che aumentare il caos causato dalle esplosioni: i prigionieri arabi ammassati nel cortile della prigione, del tutto ignari delle ragioni delle esplosioni e comprensibilmente in preda al terrore, si abbandonarono a comportamenti isterici; alcuni tentarono la fuga correndo direttamente contro le recinzioni di filo spinato.
Gli agenti del penitenziario, avendo compreso che era in corso un'evasione, iniziarono a sparare sulla folla. In mezzo alla confusione, un terzo gruppo di militanti penetrò nel cortile della prigione lanciando granate contro le guardie posizionate sul tetto, mettendole in fuga. Nel frattempo i due gruppi erano riusciti a fuggire attraverso il buco nel muro. Presi alla sprovvista e incerti sul da farsi, gli agenti non scesero subito in cortile. Di conseguenza, sempre più prigionieri arabi si accorsero dei fori nel muro esterno. Nell'ora successiva 214 dei 394 prigionieri arabi detenuti in quella sezione della prigione di Acri fuggirono attraverso il buco per dileguarsi in città.
Il primo gruppo di fuggitivi e parte delle forze d'attacco presero posto sul primo camion, che partì a tutta velocità e riuscì a uscire dalla città. Tuttavia gli uomini caddero subito dopo nell'imprevedibile imboscata di alcuni soldati britannici che poco prima stavano facendo il bagno presso una spiaggia vicina ed erano stati messi in allarme dal trambusto e dalle esplosioni in lontananza. Avvistato il camion, i soldati aprirono immediatamente il fuoco. L'autista del camion, nel tentativo di schivare i colpi, diresse il mezzo contro un gruppo di cactus, rovesciandosi sul lato sinistro. Gli uomini vennero sbalzati fuori, gli inglesi spararono nel tentativo di impedirne la fuga a piedi.
Dov Cohen e altri due combattenti dell'Irgun, Nissim Levy e Zalman Lifshitz, stavano aspettando sulla loro jeep a un vicino posto di presidio. Quando gli inglesi aprirono il fuoco, Cohen decise di intervenire e tentare di trarre i prigionieri in salvo. La sua uniforme inizialmente confuse gli inglesi che non spararono subito, ma quando si accorsero che questi forniva fuoco di copertura ai fuggitivi, lo colpirono, insieme a Levy e Lifshitz. Un totale di nove fra fuggitivi e incursori rimasero uccisi.
I sopravvissuti furono rapidamente catturati e ricondotti in prigione. Coloro che avevano riportato ferite durante lo scontro si lasciarono morire in carcere nei giorni successivi, rifiutando ostinatamente ogni assistenza medica. Solo uno dei fuggitivi del primo camion, Nissim Benado, riuscì a sfuggire alla cattura; ma avendo comunque riportato ferite gravi durante la fuga a piedi, morì poco dopo aver raggiunto il suo nascondiglio, ad Haifa.

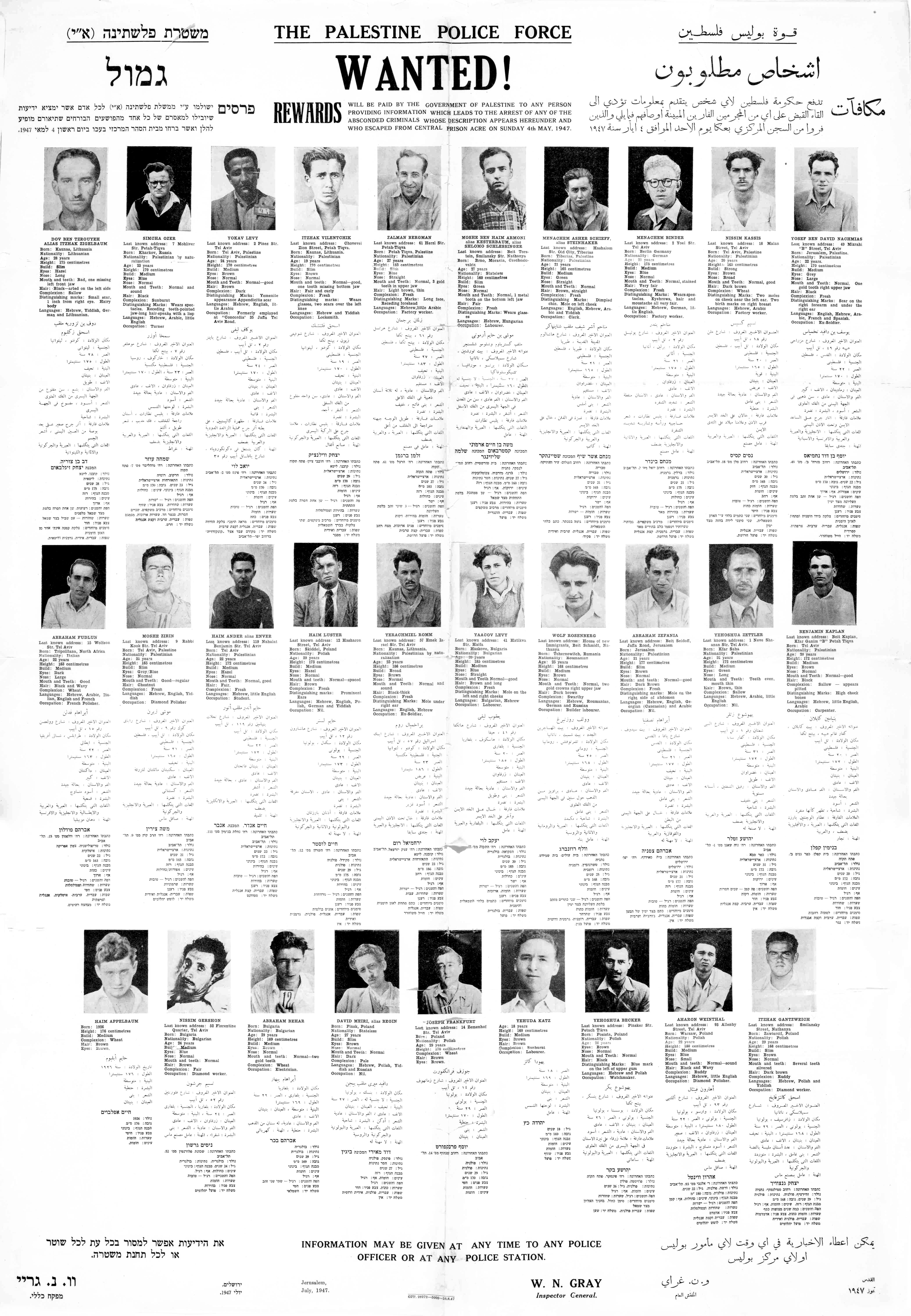
Manifesto con foto e dati identificativi dei fuggitivi ricercati.

I restanti fuggitivi e membri della forza d'attacco salirono rapidamente a bordo del secondo e del terzo camion, e Salomon iniziò a coordinare la smobilitazione delle squadre di blocco. Sebbene le squadre si stessero ritirando in buon ordine, Salomon trascurò di richiamare la squadra comandata da Avshalom Haviv.
Nel frattempo, uno dei due camion ebbe problemi alla messa in moto. Di conseguenza gli occupanti dovetterlo scendere e spingerlo mentre l'autista cercava di farlo partire. Col passare dei minuti, una folla di arabi che cominciava a intuire chi erano e cosa stava succedendo, bersagliò il camion con un lancio di oggetti. Risolto il problema tutti gli uomini tornarono a bordo, e lanciarono una granata sugli arabi che bloccavano la loro fuga, disperdendo la folla. I due camion riuscirono quindi a ricongiungersi e ad allontanarsi da Acri.
Durante la fuga passarono inaspettatamente davanti alla squadra di Haviv, che avrebbe già dovuto ritirarsi. Gli uomini gli comunicarono che l'operazione era finita, ma Haviv credette opportuno aspettare un ordine da Salomon in persona, e scelse di rimanere al suo posto. Mentre i camion ripartivano, una raffica di fuoco sparata dai soldati britannici all'inseguimento raggiunse uno degli uomini all'interno, uccidendolo sul colpo. Le mine posizionate dalle squadre di blocco riuscirono effettivamente a ostacolare gli inglesi, e cinque soldati rimasero feriti da un'esplosione. Quando gli inglesi arrivarono alla posizione di blocco da cui Haviv non si era mosso, l'intera sua squadra fu immediatamente catturata.
Subito dopo aver lasciato Acri, un camion dell'esercito britannico riuscì a intercettare e a mettersi all'inseguimento del convoglio sulla strada del lungomare. Il militare seduto sul sedile del passeggero iniziò a esplodere colpi contro il camion che lo precedeva, con la sua pistola. I paramilitari risposero con una granata. Lo scoppio e la conseguente cortina di fumo indussero il conducente a una brusca frenata, permettendo al convoglio di dileguarsi.
I due camion raggiunsero il kibbutz Dalia, dove combattenti e fuggitivi abbandonarono i loro veicoli e le armi. Il capo dei fuggitivi, Eitan Livni, ebbe un colloquio con due uomini dell'Haganah nel kibbutz, insistendo affinché non contattassero le autorità prima delle 21:00. Poi si diressero verso la città di Binyamina dove restarono nascosti per il resto della giornata.
La mattina seguente si sparpagliarono in tutta la Palestina, ognuno nell'alloggio che gli era stato preventivamente assegnato. Complessivamente venti prigionieri dell'Irgun e sette della Lehi fuggirono, oltre a 214 prigionieri arabi. Sette dei combattenti morti durante l'operazione sono sepolti nel vicino cimitero di Shavei Tzion.

## Conseguenze

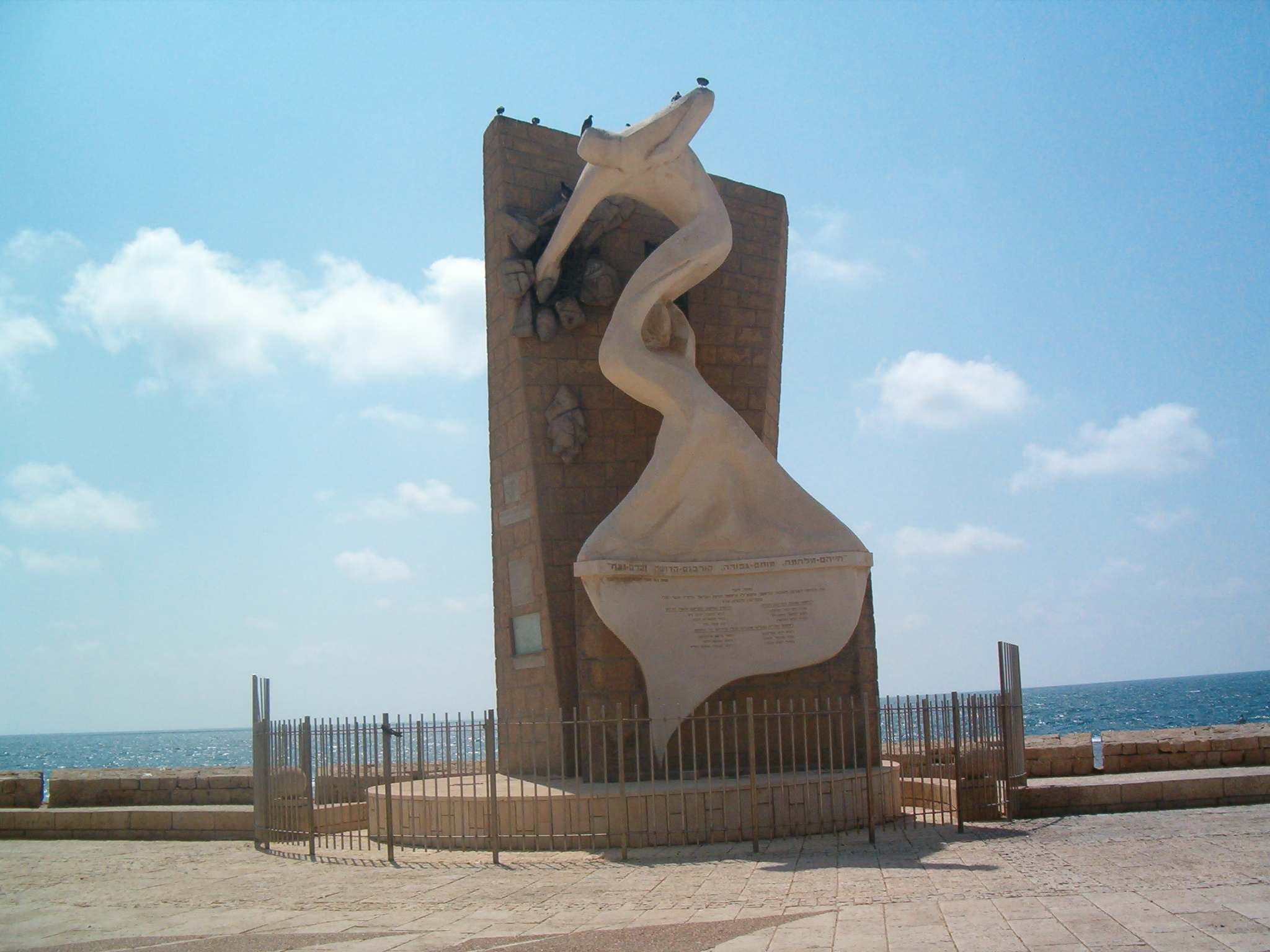
Monumento commemorativo sul lungomare di Acri

Trattandosi di un evento di notevole rilievo, dato che aveva coinvolto drammaticamente dozzine di uomini di diverse etnie in una piccola area in cui erano in gioco interessi di portata internazionale, la notizia dell'evasione si diffuse molto rapidamente e ovviamente suscitò reazioni forti ma eterogenee.
Il New York Herald Tribune scrisse che i clandestini avevano portato a termine "una missione ambiziosa, la loro più impegnativa finora, in modo perfetto" mentre alla Camera dei ComuniOliver Stanley domandò quale azione intendesse intraprendere il governo di Sua Maestà "alla luce degli eventi nella prigione di Acri, che hanno ridotto il prestigio britannico al minimo".
L'Agenzia Ebraica definì l'evasione "un atto suicida irresponsabile", mentre il comandante dell'Irgun Menachem Begin la elogiò come un atto di eroismo.
I cinque uomini delle squadre di blocco catturati, Avshalom Haviv, Meir Nakar, Yaakov Weiss, Amnon Michaelov e Nahman Zitterbaum furono processati da un tribunale militare britannico. Haviv, Weiss e Nakar furono condannati a morte. Michaelov e Ziterbaum scamparono alla pena capitale perché minorenni e la loro condanna fu commutata in ergastolo.
Come forma di ritorsione per i verdetti l'Irgun rapì due Sergenti dell'Esercito Britannico, Clifford Martin e Mervyn Paice, minacciando di ucciderli se gli inglesi avessero eseguito le condanne a morte. Le autorità britanniche non cedettero, e in seguito all'esecuzione delle sentenze l'Irgun uccise effettivamente i due sottufficiali e impiccò i loro cadaveri a un albero in un boschetto di eucalipti vicino a Netanya.
L'intera vicenda è commemorata da un monumento posto sul lungomare di Acri, opera dell'artista israeliano Zvi Gera.